# Хайбуллин, Ильдус Бариевич
Ильдус Бариевич Хайбуллин (11 октября 1937 — 23 февраля 2007) — российский физик, член-корреспондент РАН и академик АН Республики Татарстан, почётный член многих национальных академий.

## Биография
Ильдус Бариевич Хайбуллин родился в с. Северные Нурлаты Зеленодольского района Татарской АССР. По национальности — татарин. В 1960 году окончил радиофак Казанского авиационного института. В 1960—1966 годах работал инженером, старшим инженером, заведующим лабораторией радиотехнического отдела в п/я 296 (г. Казань). В 1966—1992 годах работал в Казанском физико-техническом институте Казанского научного центра РАН (заведующий лабораторией, заместитель директора по научной работе). В 1973 году Ильдус Бариевич защитил в Москве кандидатскую диссертацию. В 1985 году Ильдус Бариевич защитил докторскую диссертацию в форме научного доклада по лазерному отжигу ионно-легированных полупроводников, а в 1991 году был избран членом-корреспондентом Российской академии наук. С 1992 года являлся главным учёным секретарём Академии наук Республики Татарстан, по совместительству — заведующим лабораторией радиационной физики Казанского физико-технического института Казанского научного центра РАН. Ильдус Бариевич — основоположник нового для казанской научной школы физиков направления — ионной имплантации, профессор. Основные научные труды посвящены физике твёрдого тела, полупроводниковой микроэлектронике и вычислительной технике. Базовыми являются научные работы в области взаимодействия пучков быстрых ионов и мощных импульсов электромагнитного излучения с веществом (полупроводниками, диэлектриками и металлами).
Скончался 23 февраля 2007 года. Похоронен в Казани на кладбище «Сухая река».

## Награды
Государственная премия СССР (1988). Премии по микроэлектронике Академии наук СССР и Академии наук ГДР. Заслуженный деятель науки РТ, заслуженный изобретатель Республики Татарстан. Государственная премия Республики Татарстан в области науки и техники (1998).